# Ottův sloup
Ottův sloup, nazývaný též Ottův pomník či Ottův obelisk, se nachází v lázeňských lesích města Karlovy Vary několik metrů pod vrcholem Ottovy výšiny v nadmořské výšce 593 metrů. Pochází z roku 1852; byl vztyčen na počest řeckého krále Otty I.

## Řecký král Otto I.

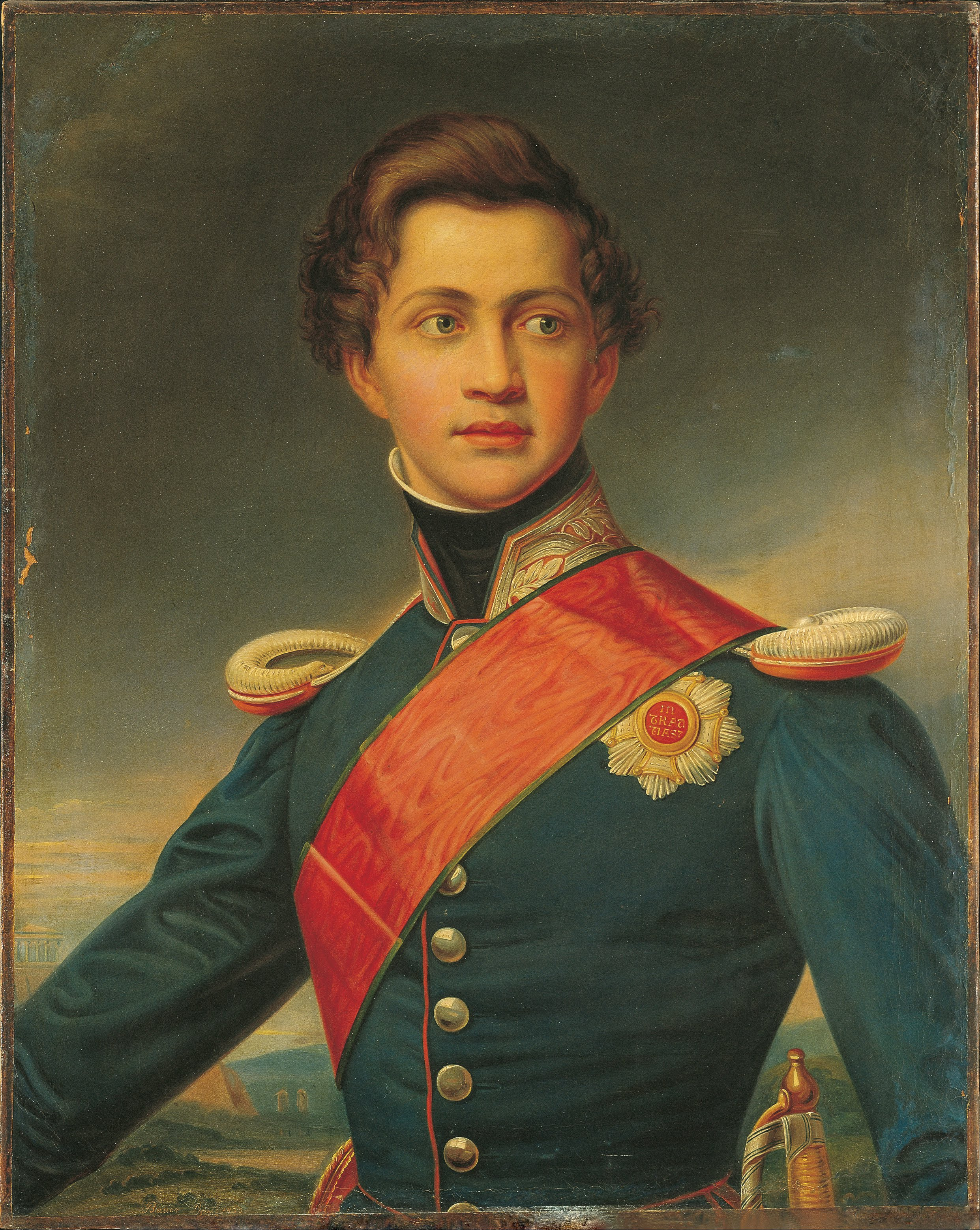
Otto I. Řecký

Král Otto I. Řecký (1815–1867), mladší syn bavorského krále Ludvíka I. z rudolfínské linie rodu Wittelsbachů, patřil k nejpopulárnějším hostům Karlových Varů poloviny 19. století a jeho pobyty jsou považovány za poslední významné šlechtické návštěvy města. Král Otto se zde léčil celkem pětkrát – v letech 1836, 1852, 1856, 1864 a 1865. Kromě první návštěvy byl vždy ubytován v domě „U Zlatého klíče“ v Mlýnské ulici, kde býval zapsán jako „hrabě z Athén“. U Karlovarských si získal velké sympatie především pro svoji vlídnost, štědrost a příjemné chování. Jeho pobyt byl provázen řadou zábav, ceremonií, oslav a dobročinných akcí. Rád zde žil společenským životem, chodíval na plesy či do Poštovního dvora na koncerty orchestru Josefa Labického.
Z karlovarského přírodního okolí si král Otto nejvíce oblíbil vyhlídku na výšině Orientirungs Höhe (Orientační výšina, 602 m n. m.), která se stala častým cílem jeho vycházek. Vyhlídka leží severozápadně nad městem a nabízí rozhledy na lázeňskou část města, z cesty severně pod výšinou pak na Drahovice a dál na velkou část masivu Krušných hor.

## Historie
V roce 1852 nechali radní se souhlasem krále Otty přejmenovat Orientirungs Höhe na König Ottos Höhe – Ottovu výšinu, pod jejímž vrcholem byl na počest významného hosta vztyčen pamětní sloup. Dne 8. září 1852 byl za přítomnosti krále Otty slavnostně odhalen a vysvěcen. Odhalení provázely proslovy a kantáta místního hudebního skladatele Friedricha Knolla. Jméno autora pomníku se nedochovalo.
Roku 1925 byl sloup restaurován. Stával ještě v roce 1959 a uváděn je ve své původní podobě. V sedmdesátých letech 20. století byl poničen vandaly; byl přelomen a zbylo pouze jeho torzo dosahující asi poloviny původní výšky. Časem místo přestalo být vyhledávané a cesta k němu zpustla.
Později karlovarský patriot Karel Nejdl inicioval hledání částí poničeného sloupu. Skupině nadšenců se podařilo díl najít ve strmé stráni nad Drahovicemi. Tehdy však ještě nebyly k dispozici prostředky na vyzdvižení této části sloupu, respektive na jeho rekonstrukci. Na přelomu 2. a 3. tisíciletí přišla doba, kdy se v karlovarských lázeňských lesích započalo se zcela novou obnovou altánů, vyhlídek, křížů a kaplí. V rámci této aktivity spojené i s obnovou přístupových cest k rekonstruovaným objektům se za finančního přispěním města Karlovy Vary i Karlovarského kraje podařilo organizaci Lázeňské lesy Karlovy Vary znovu zpřístupnit mnoho již téměř zapomenutých historických i přírodních pamětihodností. Jednou z nich byla i oprava a opětovná dostupnost Ottova sloupu.
Rekonstrukce se uskutečnila ve dvou etapách. První proběhla v roce 2002 (ve vlastní režii společnosti Lázeňské lesy Karlovy Vary), kdy byla na zrenovovaném kamenném podstavci vztyčena nalezená část poškozeného sloupu. K druhé etapě, již za finančního přispění města Karlovy Vary (85 % celkových nákladů) a Karlovarského kraje (15 %)), došlo v roce 2008. Nejprve se zvažovala možnost vytvořit zcela nový objekt, nakonec však bylo přistoupeno k variantě, kdy dochované torzo sloupu bude doplněno o nový kámen. Rekonstrukci sloupu provedl podle dobových pohlednic a historických záznamů restaurátor Jiří Pavlík z Ostrova. Do nitra vrcholové hvězdice byl uložen tubus, obsahující dokumenty od karlovarského historika Stanislava Burachoviče, připomínající historii památky a její obnovu, a od karlovarského kronikáře Květoslava Kroči, který přibližuje současnost lázeňského města. Slavnostní odhalení zrekonstruovaného sloupu proběhlo 15. října 2008.

## Popis

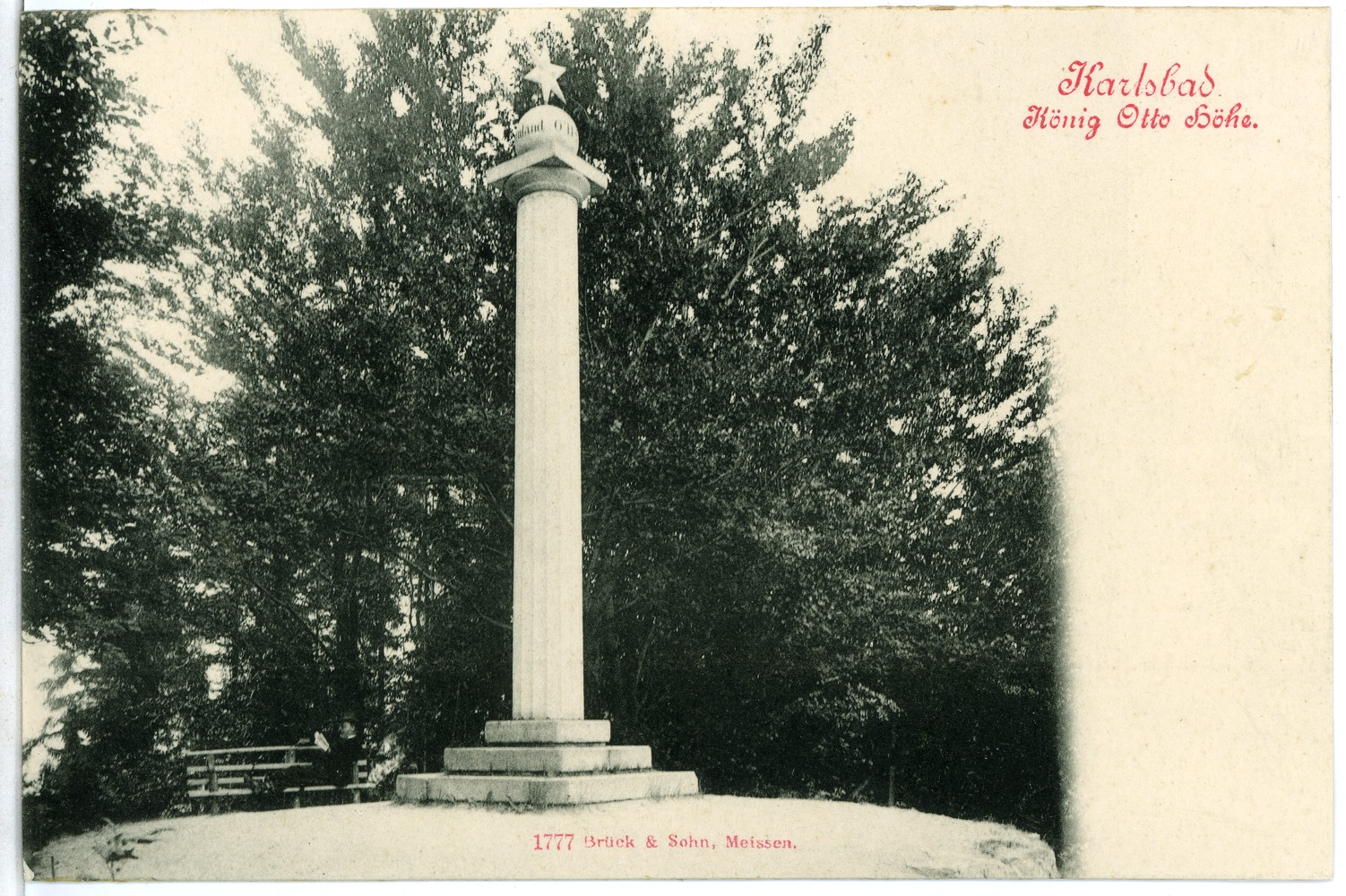
Ottův sloup v roce 1901

Sloup je žulový kanelovaný zakončený abakem a koulí se zlaceným hexagramem v podobě pozlacené hvězdy na vrcholu. Původní nápis na kamenné kouli zněl:
Otto I., König von Griechenland

Dnes je zde vyryt pouze nápis:
OTTO I.

Sloup stojí na pravoúhlém stupňovitém soklu tvořeném čtyřmi plochými kamennými deskami. Celý objekt dosahuje výšky přibližně pěti metrů. Výšina byla upravena i v okolí sloupu. Několik metrů pod ním se nachází vyhlídková plošina, která nabízí rozhledy na lázeňskou část města.

### Rozhovory
- Výletní místo Karlových Varů opět zdobí Ottův sloup – rozhovor s náměstkem primátora Tomášem Hybnerem, restaurátorem Jiřím Pavlíkem z Ostrova u Karlových Varů a karlovarským kronikářem Květoslavem Kročou na stránce Český rozhlas – R Plzeň, 2009-08-07 [cit. 2020-01-27]